# Phumosia abdominalis
Phumosia abdominalis är en tvåvingeart som beskrevs av Robineau-desvoidy 1830. Phumosia abdominalis ingår i släktet Phumosia och familjen spyflugor. Inga underarter finns listade i Catalogue of Life.